# Lísi
Lísi (em grego:  Λύση) é uma cidade localizada no distrito de Famagusta, Chipre. Com população de 13,026 habitantes pelo censo de 2011.